# مافي كوينلان
مافي كوينلان (بالإنجليزية: Maeve Quinlan)‏ هي لاعب كرة مضرب وممثلة أمريكية وأيرلندية، ولدت في 16 نوفمبر 1964 بشيكاغو في الولايات المتحدة.

## أعمال

### مسلسلات
- جاغ
- هاواي فايف أو

## وصلات خارجية
- مافي كوينلان على موقع رابطة محترفات التنس (الإنجليزية)
- مافي كوينلان على موقع الاتحاد الدولي لكرة المضرب (الإنجليزية)
- مافي كوينلان على موقع خلاصة التنس.كوم (الإنجليزية)
- مافي كوينلان على موقع IMDb (الإنجليزية)
- مافي كوينلان على موقع قاعدة بيانات الأفلام العربية
- مافي كوينلان على موقع ألو سيني (الفرنسية)
- مافي كوينلان على موقع أول موفي (الإنجليزية)
- مافي كوينلان على موقع قاعدة بيانات الأفلام السويدية (السويدية)
- مافي كوينلان على موقع إن إن دي بي (الإنجليزية)
- مافي كوينلان على موقع ديسكوغز (الإنجليزية)
- مافي كوينلان على موقع قاعدة بيانات الفيلم (الإنجليزية)
- مافي كوينلان على موقع كينوبويسك (الروسية)